# Перси Джексон и Последнее пророчество
Перси Джексон и Последнее Пророчество — последняя книга из серии 5 книг, основанная на Греческой мифологии, о приключениях подростка полубога Перси Джексона, сына Посейдона.
.

## Сюжет
Повелитель титанов Кронос собирает армию и готовится атаковать Олимп. Боги и герои собирают свои силы, чтобы отразить нападение. Перси Джексон и Чарльз Бекендорф, сын Гефеста, предпринимают отчаянную вылазку на круизный лайнер «Принцесса Андромеда», где разместил свой штаб Кронос. Но всё идёт не по плану: Кроносу становится известно о замысле полубогов от своего шпиона в Лагере полукровок, и он готов к визиту героев. Попадая в коварную ловушку титана, погибает Бекендорф, но перед смертью ему удаётся взорвать «Принцессу Андромеду». Перси чудом удаётся уцелеть, благодаря защите океана. В подводном царстве Посейдона, куда попадает Перси после взрыва, дела обстоят ещё хуже — владыка морей вынужден защищать свой дом от титана Океана, который, по наущению Кроноса, идёт войной на Посейдона. В морских глубинах происходит нешуточное сражение между чудовищами и тритонами. А тем временем, Кронос вызволяет из Тартара отца всех чудовищ — гигантского Тифона, который грозит уничтожить все Соединённые Штаты, продвигаясь в сторону Нью-Йорка и разрушая на своем пути города. На борьбу с Тифоном выходят все олимпийские боги, и Перси Джексон понимает, что Олимп остаётся беззащитным перед Кроносом. Перед полукровками встаёт нелёгкая задача — встать на защиту Олимпа вместо их божественных родителей.
Грядёт война против Кроноса, а Перси Джексону вот-вот исполнится шестнадцать. А это значит, что в силу вступит великое пророчество, сказанное Дельфийским оракулом. И Перси, наконец, узнаёт его содержание целиком:
Полукровка старейших богов на свете
Он доживёт до шестнадцатилетья…
Мир погрузится в сон, будто пьяный,
Душу героя возьмёт клинок окаянный.
И ждёт его конец, когда сделает он выбор,
Спасая Олимп или обрекая на гибель.
Герою кажется, что это пророчество говорит о том, что он неминуемо должен погибнуть, спасая Олимп и это не придаёт ему уверенности в себе. Он всё чаще начинает задумываться — а не заслуживают ли олимпийские боги той участи, на которую их обрекает Кронос? В лагере Перси встречает сына Аида, Нико ди Анджело, который опять просит Перси согласиться на его план. План, благодаря которому Перси смог бы сравняться по силам с Кроносом. Но Перси идея Нико не нравится. И всё же, после длительного спора, он соглашается, и вместе они отправляются к матери Луки — Мэй Кастеллан. По мнению сына Аида, Перси должен понять прошлое Луки, чтобы получить необходимые знания для победы над Кроносом. Оказывается, Мэй Кастеллан, смертная жена Гермеса, в своё время сошла с ума, когда её начали преследовать видения о судьбе сына. Напуганный этим Лука сбежал из дома, решив, что потерял в лице матери остатки своей семьи. Так же Перси узнаёт, что Лука так же искупался в водах Стикса и приобрёл неуязвимость, которой и воспользовался Кронос, чтобы вселиться в тело полубога. По прибытии в Царство Мёртвых Аид обманом заставляет Нико привести к нему Перси и заключает героя в своих казематах. Обманутый Перси обвиняет во всём Нико, но для сына Аида действия отца также являются неожиданностью. Он организует для друга побег. Они бегут через весь дворец Аида к реке Стикс. План Нико заключается в том, что Перси должен окунуться в воды Стикса, как это сделал в античности герой Ахилл, и получить неуязвимость. На берегу Перси встречает дух Ахилла и тот предупреждает его, что это очень опасно. Ведь неуязвимость Ахилла не распространялась на его пятку, от ранения в которую он и умер. Перси тем не менее соглашается на опасный эксперимент и погружается в Стикс. Только огромная сила воли и мысли об Аннабет не дают Перси раствориться в чёрных водах подземной реки. И всё же он получает неуязвимость и слабое место в основании поясницы. Аид посылает за полубогами погоню и сам становится во её главе. Тут Перси приходится использовать свою неуязвимость и он в одиночку расправляется со всеми солдатами Аида, а самого бога сбивает с ног. Теперь он понимает то преимущество, какое получил благодаря водам Стикса.
Всё меньше времени остаётся до вторжения Кроноса в Нью-Йорк. Боги продолжают сражаться с Тифоном, который, приняв форму страшного урагана, опустошает штат за штатом. Вскоре он доберётся до Нью-Йорка, и тогда Олимп падёт. Между тем город окружён временной магией Кроноса, а все жители Нью-Йорка засыпают под чарами бога сна Морфея, переметнувшегося на сторону титанов. Полукровки организуют сопротивление и выстраивают оборонительные отряды рядом со всеми проходами в город. К жизни приходят все статуи города, оказавшиеся автоматонами Дедала. Только дети Ареса не участвуют в обороне, после того как уязвлённая детьми Аполлона Кларисса Ла Ру отказалась участвовать в войне. Кронос и его армия чудовищ уже на подходах к городу, и полукровки вступают в отчаянную схватку. Полыхает Нью-Йорк; герои, отражая натиск чудовищ, параллельно пытаются спасти уснувших смертных. Кронос и его отряд встречают сопротивление во главе с Перси на мосту Уильямсберг. Перси сходится в схватке с Минотавром, которого уже победил однажды, когда ему было двенадцать. И в этот раз Минотавр повержен, и на очереди Кронос. В ходе битвы разрушается мост, отрезая силам наступления проход в город.
В то время, пока Нью-Йорк охвачен войной, подруга Перси Рейчел Элизабет Дэр прерывает свой отдых с родителями и решает прийти на помощь другу. Она чувствует, что в этой войне ей отведена не последняя роль и хочет быть рядом, когда её помощь потребуется. А в лагерь, разбитый выжившими полукровками в Нью-Йорке, приходит посланник от Кроноса — мятежный титан Прометей. Он предлагает Перси сдаться и обещает, что в таком случае его повелитель не тронет город. Перси отказывается и получает в подарок от титана ящик Пандоры — кувшин, из которого некогда Пандора выпустила беды всего мира. В кувшине осталась одна лишь Надежда, и Прометей говорит Перси, что как только он выпустит Надежду, Кронос будет знать, что герой сдался.
А события на поле битвы становятся всё более угрожающими. Кронос насылает на героев чудовище за чудовищем, полукровки несут потери, но храбро продолжают сражаться. В бой вступают и некоторые смертные, очнувшиеся от сна Морфея. Неожиданно на помощь приходят дети Ареса, который, вопреки ожиданиям, ведёт не Кларисса, а дочь Афродиты и подруга погибшего Бекендорфа Силена Боргард. Силена отчаянно пытается одолеть Лидийского змия, но проигрывает и погибает. Перед смертью девушка признаётся, что она была шпионкой Кроноса в лагере и раскаивается. Полукровки прощают её и хоронят как героя.
Тифон уже почти у побережья Нью-Йорка, а боги на исходе своих сил. Аид отсиживается у себя в подземном царстве, считая, что боги получат по заслугам за то, что унизили его, когда сослали править мёртвыми. С ним его жена Персефона и тёща Деметра. Нико тщетно пытается призвать отца к благоразумию и уговаривает помочь братьям-богам. Когда Аид отказывается, Нико сам вступает в бой, вызвав легион мертвецов. Приходит на помощь Хирон с армией кентавров и перевес в бою переходит на сторону полукровок. А когда соглашается помочь и Аид, герои понимают, что победа вот-вот будет за ними.
В пылу битвы Кроносу удаётся прорваться к Эмпайр-Стейт-билдинг, и он поднимается на шестисотый этаж небоскрёба, где разместился Олимп. Обитель богов в плачевном состоянии. Терпящие поражение в бою с Тифоном, боги слабеют, и Олимп находится на грани гибели. Кронос и Эфан Накамура, сын богини мщения Немезиды, продолжающий верно служить титану, громят храмы богов, ослабляя тем самым их власть. Перси, Аннабет, Гроувер и Талия спешат за ним, чтобы вступить в последнюю схватку с повелителем титанов. А Перси понимает, что ещё немного и пророчество исполнится.
Финальный поединок Кроноса в теле Луки и Перси Джексона происходит в тронном зале главного храма Олимпа. В последние минуты войны даёт знать о себе Гестия, покровительница домашнего очага, младшая богиня и последний олимпиец, от которой зависело больше, чем кто-либо мог представить. Кронос кажется почти неуязвимым, но Аннабет понимает, что разум Луки всё ещё борется с сознанием титана. Девушка взывает к другу, напоминая ему о том, что он обещал стать для неё семьёй и нарушил своё слово. Луке удаётся взять верх над Кроносом и он понимает, каких бед наделал из-за своего малодушия и злости. Он просит Перси дать ему шанс всё исправить. Перси отдаёт Луке боевой нож Аннабет, и сын Гермеса вонзает его себе в подмышку, где было его уязвимое место. Таким образом пророчество исполняется. Кроноса убивает сам Лука, ценой собственной жизни. Тифона повергает Посейдон, пришедший на подмогу братьям после сражения с Океаном. Выжившие чудовища Кроноса бегут прочь. Чары над Нью-Йорком рассеиваются.
Герои собираются на Олимпе. Боги награждают Перси и его друзей. Аннабет становится главным архитектором Олимпа. Гроувер получает место в Совете козлоногих и становится преемником бога Пана. А Перси получает предложение стать бессмертным богом, от которого отказывается (из-за Аннабет). Вместо этого он просит о другом одолжении, и боги соглашаются его выполнить. Отныне все боги будут признавать своих детей, где бы они не находились, они будут видеться с ними и помогать им, и все полукровки, обречённые на одиночество без своих божественных родителей должны будут переехать в Лагерь полукровок. Боги, хоть и нехотя, но соглашаются. Таким образом боги начали признавать своих детей и считаться с ними. Луку хоронят как героя, потому что в последний миг своей жизни он искупил свою вину и совершил деяние героя, убив Кроноса.
Позже в Лагере полукровок Рейчел Элизабет Дэр принимает на себя обязанности нового Оракула и изрекает новое великое пророчество:
На зов ответят семь полукровок,
В огне и буре мир гибнет снова.
Клятву сдержи на краю могилы,
К Вратам смерти идут вражьи силы.
Никто не знает, что значит новое пророчество и когда оно исполнится. Но никто и не желает этого знать, потому что у полукровок наконец-то наладилась жизнь. В Лагерь приезжают новые дети богов, Перси Джексон начал встречаться с Аннабет Чейз и всё снова встало на свои места.

## Основные герои
- Перси Джексон — 16 лет, главный герой, полубог, сын Посейдона, главный герой. Герой Пророчества, спас Олимп от гибели. Сражался с Кроносом. Влюблен в Аннабет, в конце книги они начинают встречаться.
- Аннабет Чейз — 16 лет, полубог, дочь Афины, влюблена в Перси. Позже становится его девушкой. Участвовала в битве при Манхеттене, спасла Олимп вместе с Перси, напомнив Луке про его обещание быть одной семьей. В конце книги, в качестве награды, ей предложили стать официальным архитектором Олимпа.
- Гроувер Ундервуд — сатир, лучший друг Перси.
- Рэйчел Элизабет Дэр — 16 лет, смертная, способная видеть сквозь туман. В этой книге новый дельфийский оракул.
- Тайсон — циклоп, брат Перси по отцу.
- Лука Кастеллан — 24 года, полубог, сын Гермеса. Военачальник армии Кроноса. Неуязвим после купания в реке Стикс, но убивает себя, чтобы спасти олимпийцев.
- Нико ди Анджело — 12 лет, полубог, сын Аида.
- Кларисса Ла Ру — 18 лет, полубог, дочь Ареса. Победила Змия в битве при Манхеттене.
- Коннор Стоулл (старший брат) — полубог, сын Гермеса.
- Трэвис Стоулл (младший брат) — полубог, сын Гермеса. Вместе с братом является главным шутником и мастером розыгрышей в лагере.
- Селена Боргард — полубог, дочь Афродиты, возлюбленная Бекендорфа. Шпионит для Луки, но потом погибает, пытаясь убить Лидийского Змия вместо Клариссы.
- Чарльз Бекендорф — полубог, сын Гефеста, отличный кузнец. Погибает при взрыве «Царевны Андромеды», пожертвовав ради Перси своей жизнью.
- Майкл Ю — полубог, сын Аполлона, погиб при крушении Бруклинского моста.
- Кэти Гарднер — полубог, дочь Деметры. С неприязнью относится к братьям Стоулл.
- Талия Грейс — полубог, дочь Зевса, главная охотница Артемиды.
- Поллукс — полубог, сын Диониса.
- Джейк Мейсон — полубог, сын Гефеста, стал старостой домика Гефеста после смерти Бекендорфа.

## Пророчество

#### Главное пророчество
Полукровка старейших богов на свете -

Он доживет до шестнадцатилетья,

Мир погрузится в сон, будто пьяный,

Душу героя пожнет клинок окаянный.

И ждет его конец, когда сделает он выбор,

Спасая Олимп или обрекая на гибель.
Объяснение
- События "Судного Дня" произойдут как раз в 16 день рождения Перси, одного из сыновей главных богов.
- Весь Нью-Йорк засыпает под действием чар Морфея.
- Лука поразит себя своим "Окаянным клинком" - окаянным, потому что он предал своих друзей, пытаясь помочь титанам.
- Лука умрет потому, что остался верен богам.

## Новое пророчество
Первое пророчество, произнесенное Рейчел Элизабет Дэр - новым Дельфийским оракулом.
На зов ответят семь полукровок

В огне и буре мир гибнет снова

Клятву сдержи на краю могилы

К Вратам смерти идут вражьи силы
Объяснение
- Семь полукровок (Перси Джексон, Джейсон Грейс, Аннабет Чейз, Лео Вальдес, Пайпер Маклин, Фрэнк Чжан, Хейзел Левеск) соберутся вместе в "Метке Афины".
- Лео Вальдес в "Метке Афины" выказывает опасения, что буря - это Перси и/или Джейсон, а огонь - это он сам (Лео - сын Гефеста, способный управлять огнём).
- Лео дает обещание что он вернется за Калипсо, Перси дал обещание Аннабет, что они навсегда останутся вместе, а Джейсон дал слово, что все из семерки останутся в живых и вернутся домой.
- Во время пребывания в Тартаре Аннабет догадывается, что четвертая строчка означает, то что к вратам смерти должны подойти полукровки (Перси и Аннабет), титан (Боб-Япет) и гигант (Дамасен), т. е. все они — это "вражьи силы". И кто-то из них должен закрыть Врата Смерти ценой собственной жизни.

## Сводка
Книга вышла в России в сентябре 2010 года.

## Продолжение
Продолжение будет также на основе лагеря полукровок и греческой мифологии; запланировано, что Перси Джексон и его друзья отправится на новые поиски после Великого Пророчества, которое упоминается в конце Последнего Олимпийца, а новые враги - будут опаснее и сильнее. Рик Риордан подтвердил, что он пишет новую серию, первая книга планируется к выпуску 12 октября 2010. Риордан также писал в конце Последнего Олимпийца: «Здесь заканчивается первая половина повести о лагере полукровок». Также Риордан сказал, что персонажи из оригинальной серии вернутся, но не будет главных героев. В новой серии будет также пять книг, но в книгах будет больше страниц. Серия будет называться «Герои Олимпа», а первая книга выйдет под названием «Пропавший герой» (The Lost Hero).

## Примечание
1. ↑  Myth & Mystery: Camp Half-Blood Austin and other news. Дата обращения: 17 апреля 2010. Архивировано 1 апреля 2010 года.
2. ↑  Amazon.com: The Heroes of Olympus, Book One: The Lost Hero (9781423113393): Rick Riordan: Books